# Cantonul Pont-sur-Yonne
Cantonul Pont-sur-Yonne este un canton din arondismentul Sens, departamentul Yonne, regiunea Burgundia, Franța.

## Comune
- Chaumont
- Champigny
- Cuy
- Évry
- Gisy-les-Nobles
- Lixy
- Michery
- Pont-sur-Yonne (reședință)
- Saint-Agnan
- Saint-Sérotin
- Villeblevin
- Villemanoche
- Villenavotte
- Villeneuve-la-Guyard
- Villeperrot
- Villethierry